# Giuseppe Cesare Donina
Giuseppe Cesare Donina (Breno, 27 ottobre 1971) è un politico italiano.

## Biografia
Dal 1999 al 2014 è stato consigliere comunale del comune di Ceto, di cui è stato assessore e vicesindaco dal 2012 al 2014. Alle elezioni amministrative del 2009 è stato eletto consigliere della provincia di Brescia nelle liste della Lega Nord. 
Alle elezioni politiche del 2018 è eletto deputato della Lega. È membro dal 2018 della IX Commissione trasporti, poste e telecomunicazioni nonché della Commissione parlamentare per la semplificazione.